# One North LaSalle
El One North LaSalle Building o One LaSalle Street Building es un edificio en el corredor de LaSalle Street en el área comunitaria (vecindario) Loop de Chicago, la ciudad más poblada del estado de Illinois (Estados Unidos). Fue durante algún tiempo uno de los edificios más altos de Chicago. Construido en 1930 por los arquitectos Vitzthum & Burns, reemplaza el edificio de Tacoma por Holabird & Roche.Copper Country Architects El edificio está ubicado a través de Madison Street desde el edificio de Roanoke. Fue designado un punto de referencia de Chicago el 16 de abril de 1996 y se agregó al Registro Nacional de Lugares Históricos el 22 de noviembre de 1999. Sus paneles de relieve de la 5ª planta representan las exploraciones de René-Robert Cavelier, señor de La Salle.

## Altura y Ranking
Fue el edificio más alto de Chicago por unos 35 años con definiciones convencionales. Con  161,55 metros de altura y 48 pisos, One North LaSalle fue la cuarta construcción más alta (la quinta más alta después de la finalización de la construcción del edificio LaSalle National Bank) por aproximadamente el mismo período. Otras fuentes, sin embargo, afirman que este edificio fue la estructura más alta durante aproximadamente el mismo período definido por la exclusión de elementos en la parte superior del edificio principal, como la estatua de la Junta de Comercio y piramidal, el campanario del Temple Building, del Pittsfield Building, y la mansarda de la Civic Opera House. Las diferencias de altura se ven fácilmente en representaciones de escala.